# Сен-Лан
Сен-Лан (фр. Saint-Lanne, окс. Senlana) — коммуна во Франции, находится в регионе Юг — Пиренеи. Департамент — Верхние Пиренеи. Входит в состав кантона Кастельно-Ривьер-Бас. Округ коммуны — Тарб.
Код INSEE коммуны — 65387.

## География

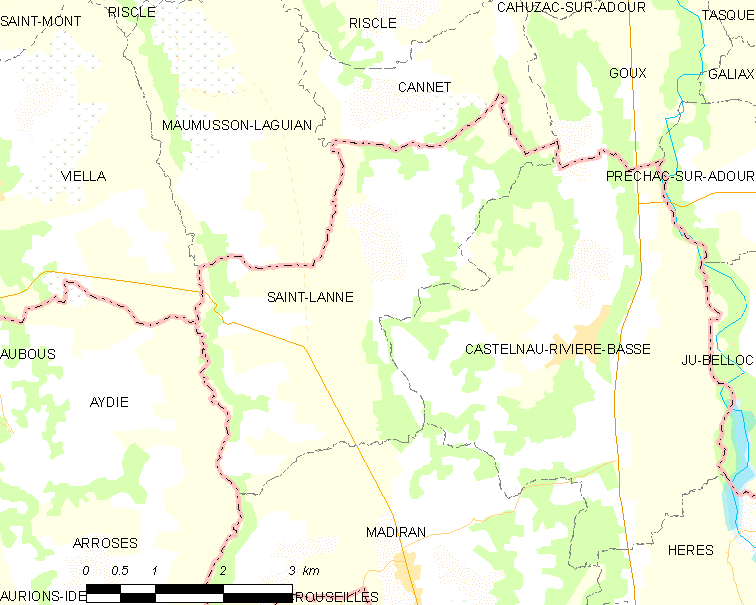
Карта коммуны

Коммуна расположена приблизительно в 620 км к югу от Парижа, в 125 км западнее Тулузы, в 45 км к северу от Тарба.
По территории коммуны протекает река Арриутор.

## Климат
Климат умеренно-океанический с солнечной тёплой погодой и обильными осадками на протяжении практически всего года.

## Население
Население коммуны на 2010 год составляло 120 человек.
| 1962 | 1968 | 1975 | 1982 | 1990 | 1999 | 2010 |
| ---- | ---- | ---- | ---- | ---- | ---- | ---- |
| 238  | 208  | 166  | 154  | 125  | 119  | 120  |

## Администрация
| Период | Период | Фамилия          | Партия | Примечания |
| ------ | ------ | ---------------- | ------ | ---------- |
| 2008   | 2014   | Жан-Пьер Дефе    |        |            |
| 2014   | 2020   | Сандрин Сантакрё |        |            |

## Экономика
В 2010 году среди 69 человек трудоспособного возраста (15-64 лет) 49 были экономически активными, 20 — неактивными (показатель активности — 71,0 %, в 1999 году было 68,4 %). Из 49 активных жителей работали 46 человек (23 мужчины и 23 женщины), безработных было 3 (2 мужчин и 1 женщина). Среди 20 неактивных 1 человек был учеником или студентом, 14 — пенсионерами, 5 были неактивными по другим причинам.